# 産直!ボイメン☆北海道
『産直!ボイメン☆北海道』（さんちょくボイメンほっかいどう）は、北海道文化放送（UHB）で2018年1月27日から同年3月24日まで放送されていた情報バラエティ番組。
BOYS AND MENのメンバーが北海道の食材になりきり、「チーム海」と「チーム大地」に分かれ、道民も賛同するようなグルメを調査・発信する番組。

## 出演者
- BOYS AND MEN
  - チーム海
    - 水野勝、田中俊介、田村侑久、辻本達規、小林豊

  - チーム大地
    - 本田剛文、勇翔、平松賢人、土田拓海、吉原雅斗

## 放送時間
- 毎週土曜日10:25 - 10:55（JST）